# アンデルソン・フェレイラ・ダ・シウバ
パラ (Pará) ことアンデルソン・フェレイラ・ダ・シウバ（Anderson Ferreira da Silva、1995年8月23日 - ）は、ブラジル・パラー州カパネマ出身のサッカー選手。ディフェンダー（左サイドバック）。

## 来歴
レモの下部組織で選手のキャリアを開始する。最初はフォワードだったが、後に左サイドバックにコンバートされる。バイーアに移籍して、2014年2月2日にトップチーム初出場を果たす。
2015年、4年契約でクルゼイロECに移籍。その後は、期限付き移籍を繰り返して、2019年にボタフォゴSPに自由移籍。
2020年1月6日、ベガルタ仙台に移籍。
2021年、ポフォタゴSPに復帰。

## 個人成績
| 国内大会個人成績 | 国内大会個人成績 | 国内大会個人成績 | 国内大会個人成績 | 国内大会個人成績 | 国内大会個人成績 | 国内大会個人成績 | 国内大会個人成績 | 国内大会個人成績 | 国内大会個人成績 | 国内大会個人成績 | 国内大会個人成績 |
| 年度             | クラブ           | 背番号           | リーグ           | リーグ戦         | リーグ戦         | リーグ杯         | リーグ杯         | オープン杯       | オープン杯       | 期間通算         | 期間通算         |
| 年度             | クラブ           | 背番号           | リーグ           | 出場             | 得点             | 出場             | 得点             | 出場             | 得点             | 出場             | 得点             |
| 日本             | 日本             | 日本             | 日本             | リーグ戦         | リーグ戦         | リーグ杯         | リーグ杯         | 天皇杯           | 天皇杯           | 期間通算         | 期間通算         |
| ---------------- | ---------------- | ---------------- | ---------------- | ---------------- | ---------------- | ---------------- | ---------------- | ---------------- | ---------------- | ---------------- | ---------------- |
| 2020             | 仙台             | 2                | J1               | 13               | 0                | 2                | 0                |                  |                  |                  |                  |
| 通算             | 日本             | 日本             | J1               | 13               | 0                | 2                | 0                |                  |                  |                  |                  |
| 総通算           | 総通算           | 総通算           | 総通算           | 13               | 0                | 2                | 0                |                  |                  |                  |                  |

## タイトル
ECバイーア
- カンピオナート・バイアーノ：1回（2014）

アトレチコ・パラナエンセ
- カンピオナート・パラナエンセ：1回（2016）

アメリカFC
- カンピオナート・ブラジレイロ・セリエB：1回（2017）

ミラソウFC
- カンピオナート・ブラジレイロ・セリエC：1回（2022）